# Artin Boşgezenyan

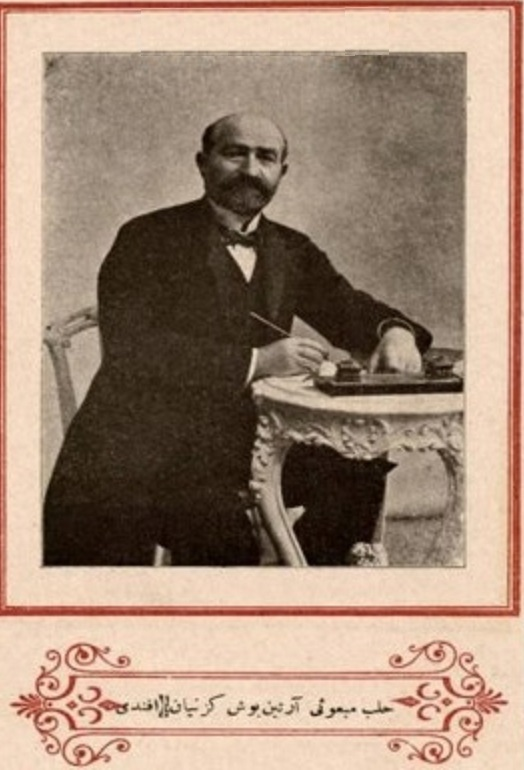
Artin Boşgezenyan

Artin Boşgezenyan (armenisch Արթին Բոշգեզենյան Artin Boschgesenjan, * 1861 in Anteb; gest. 1923 in Aleppo) war ein armenischstämmiger Abgeordneter in der osmanischen Abgeordnetenkammer für Aleppo in der ersten (1908–1912), zweiten (April–August 1912) und dritten (1914–1918) Legislaturperiode der Zweiten Verfassungsära. Er war Mitglied des Komitees für Einheit und Fortschritt.

## Leben
Boşgezenyan trat als linksgerichteter Politiker hervor, der sich für die Rechte der Arbeiter und für das Frauenwahlrecht einsetzte. Er war auch Autor eines Antrags, der entgegen der traditionellen Sicht auch den Ehebruch von Männern zu  einer unerlaubten Handlung  erklären sollte.
1918 bezichtigte er in mehreren Reden die abtretende Regierung von 1914 bis 1918 während des Völkermordes an den Armeniern begangener Verbrechen.
Er war auch Richter beim „Diwan des Nemrut Mustafa“, als Mehmed Kemâl (der Kaymakam von Boğazlıyan, der der Gräueltaten an deportierten Armeniern in der zentralanatolischen Provinz Yozgat beschuldigt wurde) am 10. April 1919 zum Tode verurteilt wurde.